# Liga Sudeste de Futsal de 2011
A Liga Sudeste de Futsal de 2011 foi a sexta edição da competição, que ocorreu de 10 até 14 de agosto. O evento foi sediado em Montes Claros em Minas Gerais, contando com 6 equipes participantes.
A Wimpro sagrou-se campeã pois obteve a melhor campanha.

## Regulamento
A Liga Sudeste foi realizada com a participação de duas equipes representantes de cada um dos estados da região sudeste do Brasil (exceto Espírito Santo), sendo uma delas escolhida pela CBFS para ser sede.
Ela foi disputada em etapa única, em que as equipes enfrentavam entre si num grupo único. Seria declarada campeã a equipe com a melhor campanha.
Critérios de desempate
Ao final da Liga Sudeste, havendo igualdade do número de pontos ganhos, para o desempate, são considerados os seguintes critérios em sua determinada ordem de eliminação:
1. Confronto direto na fase;
2. Aproveitamento de Pontos;
3. Gol Average (o número de gols marcados dividido pelo número de gols sofridos);
4. Maior média de gols marcados;
5. Menor média de gols sofridos);
6. Maior saldo de gols na fase;
7. Menor média de cartões vermelhos recebidos;
8. Menor média de cartões amarelos recebidos;
9. Sorteio.[4]

## Participantes
| Equipe                   | Cidade         | Estado | Títulos         |
| ------------------------ | -------------- | ------ | --------------- |
| AABB/Mapfre              | São Paulo      | SP     | 0 (não possui)  |
| Casa de Espanha/Botafogo | Rio de Janeiro | RJ     | 0 (não possui)  |
| V&M/Minas                | Belo Horizonte | MG     | 2 (2009 e 2010) |
| Praia Clube/Pepsi/Velox  | Uberlândia     | MG     | 0 (não possui)  |
| USS/Vassouras            | Vassouras      | RJ     | 0 (não possui)  |
| A. D. Wimpro             | Guarulhos      | SP     | 0 (não possui)  |

## Local dos jogos

Localização de Montes Claros.

A VI Liga Sudeste de Futsal foi disputada em Montes Claros em Minas Gerais. A arena escolhida para realizar os jogos foi o Poliesportivo Presidente Tancredo Neves, que tem a capacidade de abrigar 8 000 espectadores. O piso utilizado na quadra é madeira.

## Classificação
| Pos. | Equipe                   | Pts | J | V | E | D | GP | GC | SG  | GA   | %      |
| ---- | ------------------------ | --- | - | - | - | - | -- | -- | --- | ---- | ------ |
| 1    | Wimpro                   | 15  | 5 | 5 | 0 | 0 | 20 | 10 | +10 | 2,00 | 100,00 |
| 2    | Minas                    | 12  | 5 | 4 | 0 | 1 | 15 | 11 | +4  | 1,36 | 80,00  |
| 3    | AABB                     | 7   | 5 | 2 | 1 | 2 | 13 | 11 | +2  | 1,18 | 46,67  |
| 4    | Casa de Espanha/Botafogo | 6   | 5 | 2 | 0 | 3 | 14 | 17 | -3  | 0,82 | 40,00  |
| 5    | Praia Clube              | 4   | 5 | 1 | 1 | 3 | 11 | 15 | -4  | 0,73 | 26,67  |
| 6    | USS/Vassouras            | 0   | 5 | 0 | 0 | 5 | 13 | 22 | -9  | 0,59 | 0,00   |

## Premiação
| Liga Sudeste de Futsal de 2011 |
| São Paulo                      |
| ------------------------------ |
| Wimpro Campeão (1º título)     |